# Randmånspindel
Randmånspindel (Liocranoeca striata) är en spindelart som först beskrevs av Kulczynski 1882.  Randmånspindel ingår i släktet Liocranoeca och familjen månspindlar. Enligt den svenska rödlistan är arten nära hotad i Sverige. Arten förekommer på Gotland, Öland och Götaland. Artens livsmiljö är våtmarker, jordbrukslandskap. Utöver nominatformen finns också underarten L. s. gracilior.